# Arasia mullion
Arasia mullion är en spindelart som beskrevs av Zabka 2002. Arasia mullion ingår i släktet Arasia och familjen hoppspindlar. Inga underarter finns listade i Catalogue of Life.